# Шахрай, Серафима Васильевна
Серафима Васильевна Шахрай (25 июля 1905, Владимирская область, Российская империя — 29 октября 1981, СССР) — советский художник, живописец, график, член Московского союза художников

## Биография
Серафима Васильевна родилась в 1905 году. Детство и юность её прошли во Владимирской области. В 1924 году она вышла замуж за Александра Осиповича Шахрая, в последующем первого секретаря Киргизского Обкома ВКП(б). В 1934 году поступила в Московский художественный институт им. В. И. Сурикова. Сразу после защиты диплома в 1941 году она была направлена на строительство оборонных рубежей, а также работала в оборонно-плакатной бригаде художественного института. В 1942 году вступила в Московский союз художников (МОСХ). В начале 1980-х годов руководила в МОСХе клубом «Творческие среды», где каждое собрание клуба было посвящено творчеству определённого художника.
В качестве материала С. В. Шахрай использовала, как правило, пастель, акварель, гуашь. Её творчество охватывает несколько направлений: Старая Москва, Южный речной порт, Пейзаж, Крым, Плещеево озеро, Натюрморт.
Её работы выставлялись в Манеже, ЦДХ, галереях других городов, неоднократно награждались дипломами и грамотами.

## Выставки
1951 год — Групповая выставка женщин-художниц, членов МОССХа

1957 год — Третья выставка акварели московских художников

1957 год — Выставка "Москва Социалистическая в произведениях московских художников"

1957 год — Первая выставка эстампа московских художников

1958 год — Всесоюзная выставка эстампа

1960 год — Вторая выставка эстампа московских художников

1967 год — Художники Москвы 50-летию Октября

1969 год — Выставка произведений женщин-художников Москвы. Всемирному конгрессу женщин посвящается

1974 год — Выставка живописи и графики к Международному женскому дню 8 марта

1975 год — Выставка произведений московских художников

1975 год — Женщины-художники Москвы. Всемирному конгрессу, посвященному международному году женщины

1976 год — Осенняя выставка произведений Московских художников

1977 год — Выставка произведений московских художников к 60-летию Великого Октября

1977 год — Выставка живописи и графики к Международному женскому дню 8 марта

1977 год — Республиканская художественная выставка 60 лет Великого Октября

1978 год — Выставка живописи и графики к Международному женскому дню 8 марта

1979 год — Выставка живописи и графики к Международному женскому дню 8 марта

1979 год — Всесоюзная художественная выставка "Голубые дороги Родины"